# Коломан Гег
Коломан (Кальман) Гег (словац. Koloman Gögh, угор. Gőgh Kálmán) — чехословацький футболіст угорського походження, захисник. Один із найкращих крайніх захисників чехословацького футболу.

## Кар'єра

### Клубна
Ігрову кар'єру Коломан Гег розпочав у Коларово, у клубі «Дружстевник». Військову службу проходив у «Дуклі» (Голешов), яка, як і всі «Дукли», підпорядковувалась міністерству оборони.
Після цього десять років Гег виступав за братиславський «Слован», у його складі ставав чемпіоном Чехословаччини в сезонах 1973/74 та 1974/75, вигравав Кубок Чехословаччини. У чемпіонаті Чехословаччини Коломан Гег провів 225 матчів і забив 3 м'ячі. Зіграв за «Слован» у чотирьох матчах Кубка європейських чемпіонів та семи матчах Кубка УЄФА.
Пізніше грав за австрійський ВОЕСТ з міста Лінц. Клуб на той час боровся за високі місця в австрійській Бундеслізі та грав у єврокубках. Завершував кар'єру Гег на батьківщині у Чехословаччині, де був граючим тренером клубу ДАК.

### У збірній
За збірну Чехословаччини Коломан Гег провів 55 матчів та забив 1 м'яч. Дебютував у національній команді 20 грудня 1974 року у товариському матчі проти Ірану.
У середині і другій половині 1970-х років Гег був одним з основних футболістів чехословацької команди, у відбірковому турнірі до чемпіонату Європи 1976 року він провів 3 матчі в групі та обидва чвертьфінали проти збірної Радянського Союзу, у фінальній стадії також відіграв обидва матчі без замін і став чемпіоном Європи.
Коломан Гег багато грав і у відбірковому циклі до чемпіонату світу 1978 року, який завершився для чехословацької збірної невдало.
Другим та останнім великим турніром у кар'єрі Гега став чемпіонат Європи 1980 року, на якому Коломан Гег провів усі 4 матчі без замін та здобув бронзову медаль. Матч за 3 місце проти збірної Італії став для Гега останнім у футболці збірної.

### Кар'єра тренера
Як помічник головного тренера працював у «Словані», а в 1986 році повернувся до Австрії, де як граючий тренер працював з аматорським клубом «Гольс».
11 листопада 1995 року, повертаючись додому після чергового матчу, Коломан Гег загинув у автомобільній аварії. Похований на цвинтарі Солов'їна долина у Братиславі.

## Досягнення
- Чемпіон Європи: 1976
- Бронзовий призер чемпіонату Європи: 1980
- Чемпіон Чехословаччини (2): 1973/74, 1974/75
- Володар Кубка Чехословаччини: 1973/74

## Пам'ять

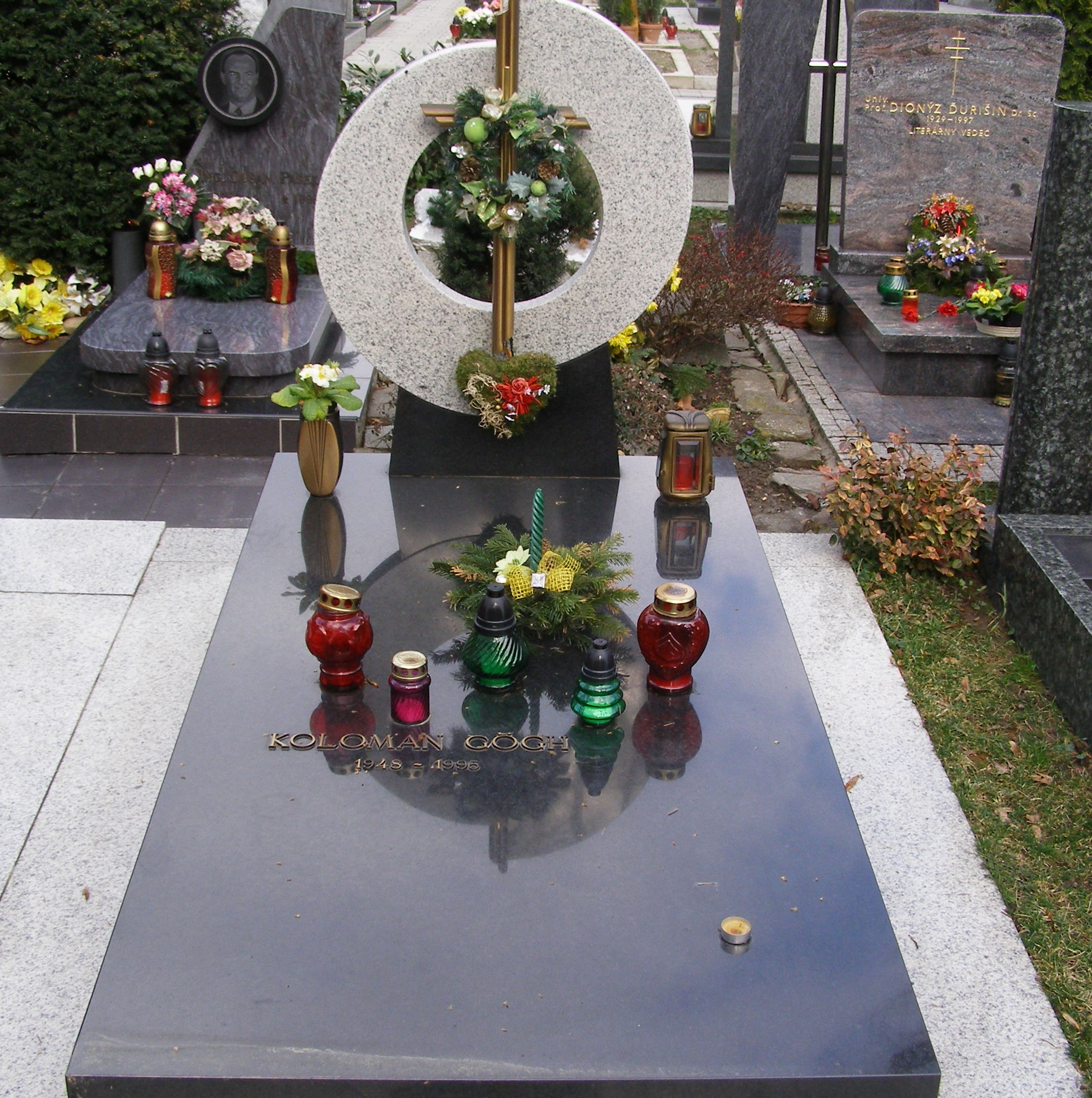
Надгробок на могилі Коломана Гега у Братиславі

Стадіон у Коларово, на якому грає однойменний футбольний клуб, названий на честь Коломана Гега.